# Llista de l'art públic de Sant Feliu de Guíxols
Llista de l'art públic de Sant Feliu de Guíxols registrat com a escultures en la via pública.
| Títol                           | Descripció | Autor/Data                                                         | Material | Localització                                                                                                   | Codi | Imatge                                 |
| ------------------------------- | ---------- | ------------------------------------------------------------------ | -------- | --- | ---- | -------------------------------------- |
| La Costa Brava                  |            | Joan Rebull 1963                                                   |          | Pl. Ferran Agulló 41° 46′ 44″ N, 3° 01′ 43″ E / 41.778849°N,3.028692°E                                         |      | Carregueu una nova foto d'aquesta obra |
| Líl·lia, sirena del Mediterrani |            | Antoni Delgado 1977                                                |          | Rotonda de la Ronda de Ponent, prop del c. dels Enamorats 41° 46′ 52″ N, 3° 01′ 13″ E / 41.781040°N,3.020338°E |      | Carregueu una nova foto d'aquesta obra |
| El nen del peix                 |            | 1956 (o posterior)                                                 |          | Rambla del Portalet, a l'alçada del núm. 12 41° 46′ 56″ N, 3° 01′ 53″ E / 41.782174°N,3.031419°E               |      | Carregueu una nova foto d'aquesta obra |
| A Josep Maria Vilà              |            | Balmanya 1965                                                      |          | Passeig del Fortim 41° 46′ 51″ N, 3° 02′ 06″ E / 41.780961°N,3.034891°E                                        |      | Carregueu una nova foto d'aquesta obra |
| Monument a Juli Garreta         |            | Monjo, a partir d'un disseny de l'escultor J. Borrell Nicolau 1927 |          | Jardins del Passeig de Mar                                                                                     |      | Carregueu una nova foto d'aquesta obra |
| Al cinema català                |            | Vila Clara 1974                                                    |          | Jardins del Passeig de Mar                                                                                     |      | Carregueu una nova foto d'aquesta obra |
| Amistat                         |            | Felip Masjoan 1999                                                 |          | Rotonda Passeig dels Guíxols                                                                                   |      | Carregueu una nova foto d'aquesta obra |
| A Juli Garreta                  |            | J. Balmaña 1935                                                    |          | Jardins del Passeig de Mar                                                                                     |      | Carregueu una nova foto d'aquesta obra |
| A les víctimes del feixisme     |            | Néstor Sanchiz 1994                                                |          | Jardins del Passeig de Mar                                                                                     |      | Carregueu una nova foto d'aquesta obra |
| A Ferran Agulló                 |            | 1963                                                               |          | Ermita de Sant Elm                                                                                             |      | Carregueu una nova foto d'aquesta obra |
| L'esfinx dels vianants          |            | Marzo Mart 1990                                                    |          | Carrer Joan Maragall (últim lloc conegut)                                                                      |      | Carregueu una nova foto d'aquesta obra |
| A Salvador Espriu               |            | Pepe Noja 1986                                                     |          | Plaça Salvador Espriu                                                                                          |      | Carregueu una nova foto d'aquesta obra |
| A Josep Irla                    |            | Marzo Mart 2001                                                    |          | Rambla Generalitat                                                                                             |      | Carregueu una nova foto d'aquesta obra |
| Tramuntana                      |            | Daniel Albertí 2004                                                |          | Placeta carrer de Pecher                                                                                       |      | Carregueu una nova foto d'aquesta obra |
| Factor complementari            |            | Àlex Pallí 2005                                                    |          | Rotonda de la carretera de S'Agaró (prop de l'Hostal del Sol)                                                  |      | Carregueu una nova foto d'aquesta obra |